# Tournoi de tennis de Mar del Plata
Le tournoi de Mar del Plata (Argentine), est un tournoi de tennis professionnel masculin du circuit ATP.
La seule édition de l'épreuve date de 1981. Un tournoi de la catégorie Challenger s'y est déroulé entre 1993 et 1995.

## Palmarès messieurs

### Simple
| No | Date       | Nom et lieu du tournoi                  | Catégorie      | Dotation       | Surface        | Vainqueur           | Finaliste        | Score              |                |
| -- | ---------- | --------------------------------------- | -------------- | -------------- | -------------- | ------------------- | ---------------- | ------------------ | -------------- |
| 1  | 02-02-1981 | , Mar del Plata                         |                | 75 000 $       | Terre (ext.)   | Guillermo Vilas     | Víctor Pecci     | 2-6, 6-3, 2-1, ab. |                |
|    | 1982-1992  | Pas de tournoi                          | Pas de tournoi | Pas de tournoi | Pas de tournoi | Pas de tournoi      | Pas de tournoi   | Pas de tournoi     | Pas de tournoi |
| 2  | 08-02-1993 | Mar del Plata Challenger, Mar del Plata | Challenger     | 25 000 $       | Terre (ext.)   | Alberto Berasategui | Martin Stringari | 6-2, 7-5           |                |
| 3  | 24-01-1994 | Mar del Plata Challenger, Mar del Plata | Challenger     | 25 000 $       | Terre (ext.)   | Albert Costa        | Gastón Etlis     | 6-3, 3-6, 6-0      |                |
| 4  | 13-02-1995 | Mar del Plata Challenger, Mar del Plata | Challenger     | 25 000 $       | Terre (ext.)   | Jiří Novák          | Kris Goossens    | 6-2, 3-6, 6-3      |                |

### Double
| No | Date       | Nom et lieu du tournoi                  | Catégorie      | Dotation       | Surface        | Vainqueurs                             | Finalistes                        | Score          |                |
| -- | ---------- | --------------------------------------- | -------------- | -------------- | -------------- | -------------------------------------- | --------------------------------- | -------------- | -------------- |
| 1  | 02-02-1981 | , Mar del Plata                         |                | 75 000 $       | Terre (ext.)   | David Carter Paul Kronk                | Ángel Giménez Jairo Velasco       | 6-7, 6-4, 6-0  |                |
|    | 1982-1992  | Pas de tournoi                          | Pas de tournoi | Pas de tournoi | Pas de tournoi | Pas de tournoi                         | Pas de tournoi                    | Pas de tournoi | Pas de tournoi |
| 2  | 08-02-1993 | Mar del Plata Challenger, Mar del Plata | Challenger     | 25 000 $       | Terre (ext.)   | Jean-Philippe Fleurian Mark Koevermans | Andrej Merinov Laurence Tieleman  | 6-3, 6-3       |                |
| 3  | 24-01-1994 | Mar del Plata Challenger, Mar del Plata | Challenger     | 25 000 $       | Terre (ext.)   | Lucas Arnold Ker Patricio Arnold       | Filippo Messori Federico Mordegan | 6-4, 7-5       |                |
| 4  | 13-02-1995 | Mar del Plata Challenger, Mar del Plata | Challenger     | 25 000 $       | Terre (ext.)   | Javier Frana Luis Lobo                 | Jordi Burillo Hernán Gumy         | 7-6, 6-0       |                |